# Pallacanestro Brindisi 1979-1980
La Pallacanestro Brindisi 1979-1980 sponsorizzata Arredamenti Palermo, prende parte al campionato italiano di Serie B pallacanestro. Le trentadue squadre sono divise in 4 gironi da otto: le prime cinque disputano la Poule promozione suddivisi in 2 gironi da 10 squadre, le ultime tre la Poule B per la salvezza, insieme a squadre della Serie C. La Pallacanestro Brindisi viene inserita nel girone C, dove giunge prima con 11V e 3P, 1274 punti segnati e 1135
subiti.
Nella successiva Poule promozione girone B giunge prima con 17V e 1S, 1710 punti fatti e 1418 subiti. Nello spareggio promozione vince 2-1 contro il Napoli Basket (77-73/75-79/83-78) e viene promossa in Serie A2

## Storia
Dopo la delusione dello spareggio promozione perso contro il Fabriano Basket al coach Nicola Primaverili non viene rinnovato il contratto in scadenza e al suo posto viene preso Piero Pasini reduce anch'egli da uno spareggio promozione perso con la Magniflex Livorno. Vengono ceduti Andrea Costa al Basket Roseto, Roberto Giusti alla Lenco Osimo, Antonio Bray all'ASSI Brindisi, Giuseppe Bevilacqua e Nicola Ungaro alla Pallacanestro Monopoli in scambio per l'ala-pivot Giuseppe Cavaliere. Altri lunghi vengono aggiunti dalla Xerox Milano con Gianni Campanaro e dalla Superga Mestre con Stefano Maguolo, viene inoltre riscattato dalla comproprietà con la Pallacanestro Pavia l'ala Gianfranco Quaglia. In chiusura di mercato dalla Mecap Vigevano arriverà in prestito a Brindisi Claudio Malagoli ala di 27 anni ex-stella della Ignis Varese e più volte nazionale. Claudio Malagoli sarà anche il migliore marcatore della stagione con 883 punti in 34 partite, seguito da Campanaro con 561 p. in 32 p. e Gianfranco Quaglia con 329 p. in 30 presenze.

## Roster
| Pallacanestro Brindisi 1979/1980 | Pallacanestro Brindisi 1979/1980 |
| Giocatori                        | Staff tecnico                    |
| -------------------------------- | -------------------------------- |

| N. | Naz.              | Ruolo | Nome                | Anno | Alt.   | Peso |  |
| -- | ----------------- | ----- | ------------------- | ---- | ------ | ---- |  |
| 4  | Italia (bandiera) | A     | Gianfranco Quaglia  | 1953 | 195 cm |      |  |
| 5  | Italia (bandiera) | C     | Gianni Campanaro    | 1955 | 202 cm |      |  |
| 6  | Italia (bandiera) | P     | Francesco Fischetto | 1961 | 175 cm |      |  |
| 7  | Italia (bandiera) | A     | Claudio Malagoli    | 1951 | 202 cm |      |  |
| 8  | Italia (bandiera) | AG    | Mauro Colonnello    | 1955 | 200 cm |      |  |
| 9  | Italia (bandiera) | P     | Luigi Longo         | 1952 | 188 cm |      |  |
| 10 | Italia (bandiera) | C     | Stefano Maguolo     | 1961 | 203 cm |      |  |
| 11 | Italia (bandiera) | A     | Adriano Greco       | 1956 | 194 cm |      |  |
| 13 | Italia (bandiera) | G     | Piero Labate ()     | 1951 | 190 cm |      |  |
| 14 | Italia (bandiera) | A     | Carmine Spinosa     | 1959 | 196 cm |      |  |
|    | Italia (bandiera) | AG    | Giuseppe Cavaliere  | 1963 | 202 cm |      |  |
|    | Italia (bandiera) | G     | Vito Rongone        | 1961 | 187 cm |      |  |
|    | Italia (bandiera) | PG    | Aldo Spagnolo       | 1961 | 183 cm |      |  |
|    | Italia (bandiera) | P     | Raffaele Scianaro   | 1962 | 178 cm |      |  |
|    | Italia (bandiera) | A     | Massimo Vitali      | 1961 | 193 cm |      |  |

| Allenatore                             |
| - Piero Pasini                         |
| Assistente/i                           |
| - Angelo Ciracì Legenda - (C) Capitano |

## Risultati

### Stagione Regolare
| Arbitri: | Spotti (Milano) Licciulli (Milano) |

|                                    |       |                                     |
| Ceron 24, Barraco 22, Bettarini 19 | Punti | Maguolo 18, Quaglia 16, Malagoli 12 |

| Brindisi 21 ottobre 1978 2ª giornata                                                                           | Pall. Brindisi | 114 – 93 (64-43)                        | Delfino Pesaro | (1.500 spett.) |
| \| \| \| \| \| Malagoli 26, Colonnello 19, Campanaro 18 \| Punti \| Maineri 37, Marinucci 16, Bartolucci 15 \| |                |                                         |                |                |
| |                |                                         |                |                |
| Malagoli 26, Colonnello 19, Campanaro 18                                                                       | Punti          | Maineri 37, Marinucci 16, Bartolucci 15 |                |                |

| Arbitri: | Carloni (Roma) Coccia (Roma) |

|                                    |       |                                          |
| De Angelis 24, De Witt 17, Rosa 14 | Punti | Campanaro 26, Colonnello 24, Malagoli 24 |

| Arbitri: | Filazzoli (Matera) Spada (Matera) |

|                                |       |                                      |
| Azzoni 25, Lega 16, Sansori 14 | Punti | Quaglia 25, Spinosa 24, Campanaro 19 |

| Arbitri: | Gullotta (Messina) Gemelli (Messina) |

|                                       |       |                                          |
| Malagoli 36, Campanaro 21, Quaglia 12 | Punti | Incecco 17, Gialloreto 17, Cortellini 12 |

| Arbitri: | Nicoletti (Matera) Sarra (Matera) |

|                                       |       |                                         |
| Malagoli 32, Campanaro 29, Quaglia 14 | Punti | Ciaralli 30, Bagnetti 12, Quagliatti 10 |

| Arbitri: | Battistella (Udine) De Canuti (Udine) |

|                                 |       |                                       |
| Petta 23, Cecchini 10, Gurini 9 | Punti | Malagoli 30, Quaglia 20, Campanaro 15 |

| Arbitri: | Maiolino (Messina) Bellina (Ragusa) |

|                                     |       |                                      |
| Malagoli 33, Fischetto 15, Greco 14 | Punti | Bettarini 24, Barraco 24, Mangini 12 |

| Arbitri: | Sammarchi (Bologna) Galimberti (Bologna) |

|                                        |       |                                       |
| Maineri 29, Giumbini 16, Bartolucci 15 | Punti | Quaglia 28, Campanaro 18, Malagoli 17 |

| Arbitri: | Pipicelli (Sovertato) Chilà (Reggio Calabria) |

|                                       |       |                                          |
| Campanaro 29, Malagoli 18, Spinosa 14 | Punti | Di Carlo 21, Lucantoni 19, De Angelis 19 |

| Arbitri: | Morè (Pescara) Puracchio (Chieti) |

|                                     |       |                                    |
| Campanaro 16, Malagoli 16, Longo 14 | Punti | Azzoni 22, Samoggia 22, Folgori 18 |

| Arbitri: | Elia (Ancona) Principi (Porto San Giorgio) |

|                                 |       |                                  |
| Sarra 16, Incecco 14, Di Noi 13 | Punti | Malagoli 21, Greco 10, Quaglia 8 |

| Arbitri: | Licciulli (Milano) Spotti (Milano) |

|                                    |       |                                       |
| Giansante 31, Ciaralli 12, Oliva 8 | Punti | Campanaro 25, Colonnello 16, Longo 14 |

| Arbitri: | Nicoletti (Matera) Sarra (Matera) |

|                                     |       |                                   |
| Malagoli 28, Campanaro 18, Greco 17 | Punti | Petta 22, Marzi 15, De Angelis 12 |

### Poule Promozione Girone B
| Arbitri: | Petrosino (Roma) Nappi (Roma) |

|                                 |       |                                         |
| Gebbia 24, Paiusco 18, Rossi 16 | Punti | Malagoli 36, Campanaro 29, Fischetto 13 |

| Arbitri: | Caruso (Roma) Tedone (Roma) |

|                                          |       |                                      |
| Malagoli 32, Campanaro 18, Colonnello 14 | Punti | Bettarini 25, Mancini 18, Barraco 16 |

| Arbitri: | Santini (Cremona) Pelliccioli (Bergamo) |

|                              |       |                                           |
| Berton 16, Pagni 11, Anesa 9 | Punti | Campanaro 16, Fischetto 14, Colonnello 12 |

| Arbitri: | Gussoni (Varese) Salmoiraghi (Varese) |

|                                        |       |                                        |
| Ciaralli 29, Cianfanti 14, Cifrullo 12 | Punti | Malagoli 40, Colonnello 12, Quaglia 10 |

| Arbitri: | Bellisari (Roseto) Zeppelli (Roseto) |

|                                      |       |                                    |
| Malagoli 25, Campanaro 25, Labate 24 | Punti | Inferrera 38, Cerioni 14, Borzi 14 |

| Arbitri: | Maggiore (Roma) Vassallo (Roma) |

|                                     |       |                                |
| Campanaro 29, Malagoli 19, Greco 11 | Punti | Tallone 22, Pepe 12, Guerra 11 |

| Arbitri: | Sammarchi (Roma) Galimberti (Bologna) |

|                                      |       |                                       |
| Bianchini 15, Tosoratto 12, Barsi 10 | Punti | Malagoli 24, Colonnello 12, Labate 10 |

| Arbitri: | Licciulli (Milano) Spotti (Milano) |

|                                       |       |                                          |
| Malagoli 23, Campanaro 21, Quaglia 20 | Punti | Mainieri 26, Marinucci 18, Bartolucci 17 |

| Arbitri: | Ciocca (Milano) Gaia (Milano) |

|                                      |       |                                          |
| Costa 24, Di Carlo 19, De Angelis 18 | Punti | Malagoli 39, Campanaro 21, Colonnello 11 |

| Arbitri: | Caruso (Roma) Rosi (Roma) |

|                                       |       |                                |
| Malagoli 20, Quaglia 14, Campanaro 14 | Punti | Rossi 26, Fiorin 15, Rainis 11 |

| Arbitri: | Maggiore (Roma) Forcina (Roma) |

|                                      |       |                                          |
| Barraco 27, Manzini 25, Bettarini 17 | Punti | Malagoli 27, Colonnello 20, Fischetto 11 |

| Arbitri: | Grotti (Pineto) Bellisari (Roseto) |

|                                     |       |                                       |
| Malagoli 27, Maguolo 22, Quaglia 22 | Punti | Galeazzi 20, Bastianoni 17, Berton 12 |

| Arbitri: | Maurizi (Bologna) Dal Fiume (Imola) |

|                                       |       |                                     |
| Malagoli 46, Campanaro 18, Quaglia 18 | Punti | Ciaralli 30, Giansanti 30, Oliva 14 |

| Arbitri: | Teofili (Roma) Filipponi (Roma) |

|                                      |       |                                          |
| Inferrera 22, Bianchi 17, Mossali 16 | Punti | Malagoli 24, Colonnello 12, Campanaro 12 |

| Arbitri: | Fiorito (Roma) Bartolini (Roma) |

|                                  |       |                                        |
| Tallone 20, Dordei 19, Fucile 12 | Punti | Quaglia 30, Malagoli 24, Colonnello 10 |

| Arbitri: | Filazzola (Matera) Spada (Matera) |

|                                          |       |                        |
| Malagoli 16, Fischetto 12, Colonnello 12 | Punti | Tosoratto 18, Barzi 11 |

| Arbitri: | Sgorrato (Udine) Nadalutti (Udine) |

|                                   |       |                                        |
| Carbone 24, Scrima 17, Maineri 16 | Punti | Malagoli 32, Maguolo 17, Colonnello 10 |

| Arbitri: | Guglielmo (Messina) Gulletta (Messina) |

|                                     |       |                             |
| Malagoli 26, Campanaro 25, Greco 14 | Punti | Costa 20, Xillo 18, Rosa 12 |

### Playoff promozione
| Arbitri: | Paronelli (Cavirate) Ciocca (Milano) |

|                           |       |                                  |
| Malagoli 20, Campanaro 18 | Punti | Guerra 22, Dordei 21, Tallone 12 |

| Arbitri: | Vitolo (Pisa) Bartolini (Grosseto) |

|                                       |       |                                         |
| Dordei 21, Kunderfranco 16, Guerra 12 | Punti | Malagoli 28, Fischetto 11, Campanaro 10 |

| Arbitri: | Cagnazzo (Roma) Bianchi (Roma) |

|                                          |            |                                       |
| Malagoli 43, Colonnello 16, Campanaro 10 | Punti      | Dordei 20, Guerra 17, Kunderfranco 12 |
| Maguolo 1                                | Assist     |                                       |
| Colonnello 8                             | Rimbalzi   | Dordei 9                              |
| Piero Pasini                             | Allenatori | Zucchini                              |

## Statistiche

### Statistiche di squadra
| Competizione                      | Punti | In casa | In casa | In casa | In casa | In casa | In trasferta | In trasferta | In trasferta | In trasferta | In trasferta | Totale | Totale | Totale | Totale | Totale | Totale |
| Competizione                      | Punti | G       | V       | P       | PF      | PS      | G            | V            | P            | PF           | PS           | G      | V      | P      | PF     | PS     | DIF    |
| --------------------------------- | ----- | ------- | ------- | ------- | ------- | ------- | ------------ | ------------ | ------------ | ------------ | ------------ | ------ | ------ | ------ | ------ | ------ | ------ |
| Serie B 1979-80 stagione regolare | 22    | 7       | 6       | 1       | 665     | 563     | 7            | 5            | 2            | 609          | 572          | 14     | 11     | 3      | 1274   | 1135   | +139   |
| Serie B 1979-80 Poule A/2         | 34    | 9       | 9       | 0       | 957     | 708     | 9            | 8            | 1            | 753          | 710          | 18     | 17     | 1      | 1710   | 1418   | +292   |
| Serie B 1979-80 Playoff           | 4     | 2       | 2       | 0       | 160     | 151     | 1            | 0            | 1            | 75           | 79           | 3      | 2      | 1      | 235    | 230    | +5     |
| Totale                            | 60    | 18      | 17      | 1       | 1782    | 1422    | 17           | 13           | 4            | 1437         | 1361         | 35     | 30     | 5      | 3219   | 2783   | +436   |

## Fonti
La Gazzetta del Mezzogiorno edizione 1979-80